# کیمبایا (کیندیو)
کیمبایا (کیندیو) (به اسپانیایی: Quimbaya, Quindío) یک سکونتگاه مسکونی در کلمبیا است که در بخش کیندیو واقع شده‌است.